# Gʻ
Gʻ (g con coma invertida arriba a la derecha; minúscula: gʻ) es la letra número 25 del alfabeto latino uzbeko y representa la Fricativa uvular sonora /ʁ/. Fue adoptado en la revisión del alfabeto de mayo de 1995, reemplazando Ğ. También se utilizó en el alfabeto Karakalpako hasta 2016, cuando fue reemplazado por Ǵ. En el alfabeto cirílico uzbeko corresponde a Oʻ.

## Codificaciones
En Unicode, Gʻ no está codificado como un carácter precompuesto, sino más bien como una secuencia de U+0047 G letra mayúscula latina g o U+0067 o letra minúscula latina g y U+0067 ʻ letra modificadora convertida en coma. Dado que la letra modificadora no se puede escribir fácilmente en los diseños de teclado latino uzbeko incluidos con Microsoft Windows, a partir de 2022, la sustitución de otros caracteres como U+0027 'apóstrofo y U+2018' comillas simples izquierdas es muy común.